# Hadise
Hadise Açıkgöz kendt som Hadise (født 22. oktober, 1985 i Mol, Belgien) er en tyrkisk sangerinde.
Hadise repræsenterede Tyrkiet i Eurovision Song Contest 2009 med sangen "Düm Tek Tek (Crazy for you)". Hadise var den første repræsentant, som ikke er født i Tyrkiet.
Hadise's forældre kommer oprindeligt fra Sivas, som er en stor by i Tyrkiet. Hun bor nu i byen Mol som ligger i Belgien og bor med sin familie. Hun har en kæreste ved navn Sinan Akçıl han er samtidig også en sangskriver, ligesom Hadise.